# ناپل سبز و آبی
ناپل سبز و آبی (ایتالیایی: Napoli verde-blu) یک فیلم موزیکال ایتالیایی است که در سال ۱۹۳۵ منتشر شد. از بازیگران آن می‌توان به لینا جناری، آرماندو جیل، آگوستینو سالویه‌تی و نیکلا مالداچئا اشاره کرد.